# B6 (Zypern)
Die B6 ist eine Hauptstraße erster Ordnung in Zypern. Sie verbindet die Stadt Limassol mit der Stadt Paphos auf einer Strecke von etwa 60 km.

## Verlauf

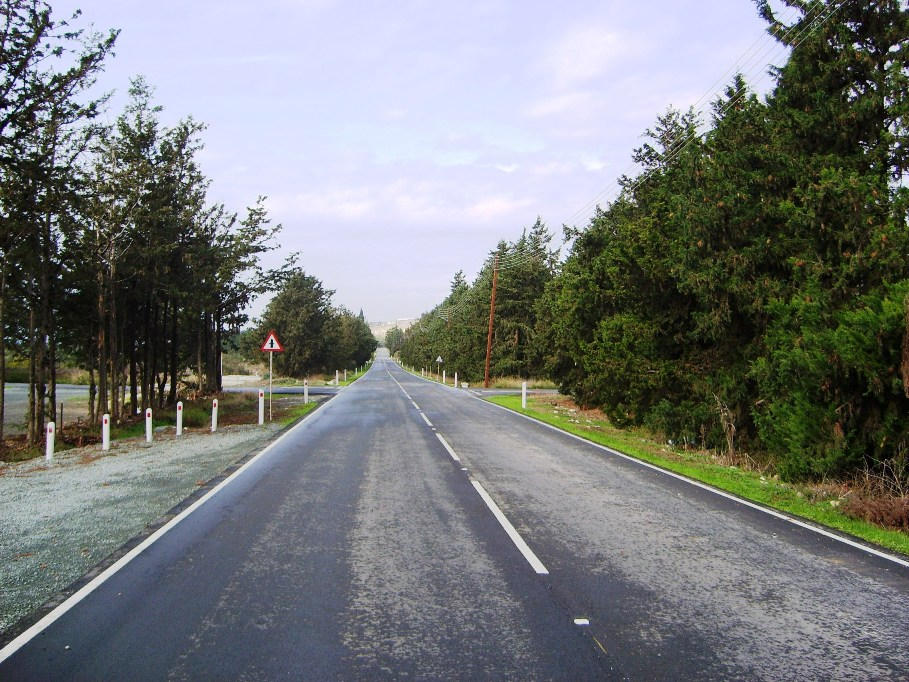
B6 bei Kouklia

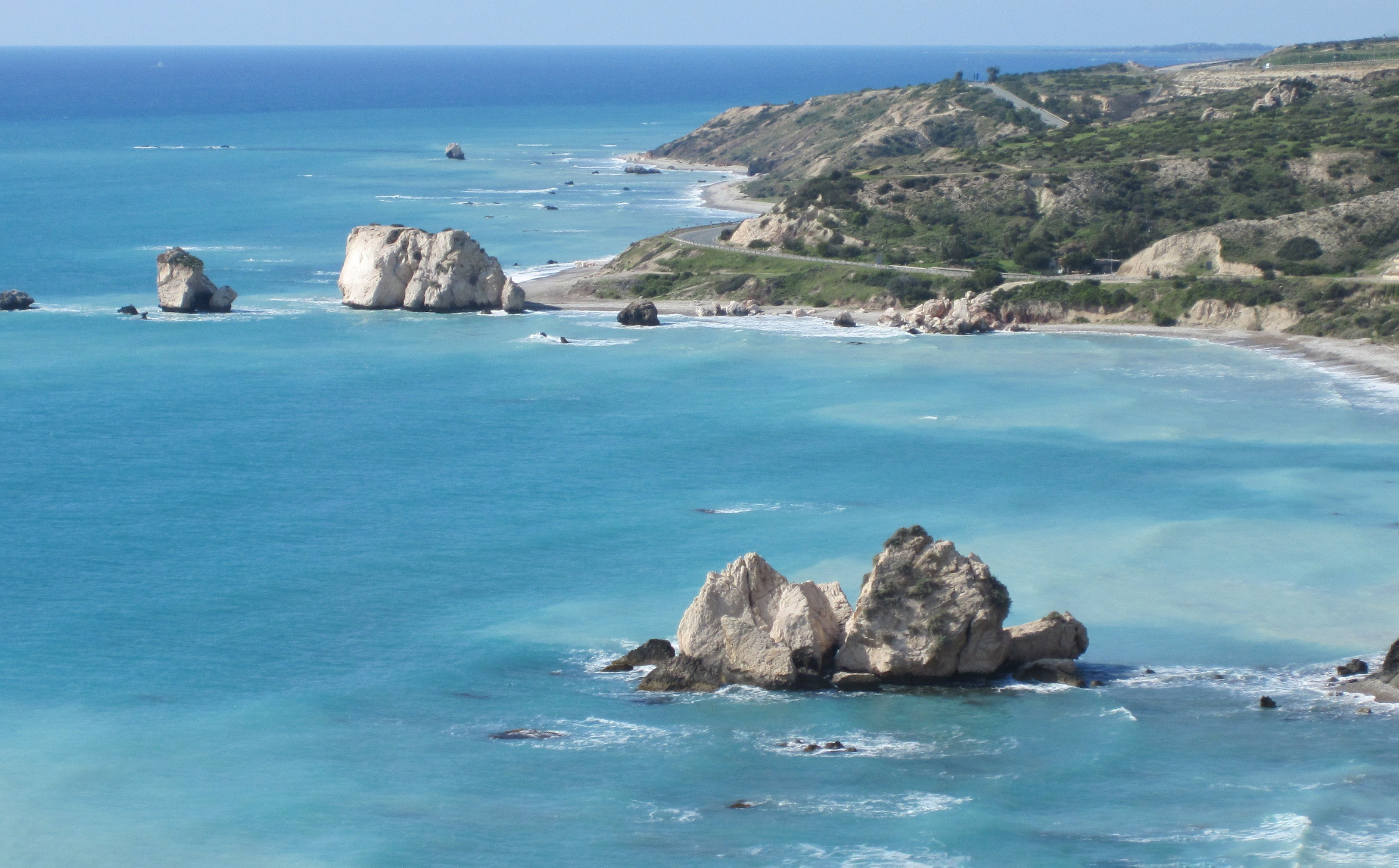
B6 an der Küste bei Petra tou Romiou

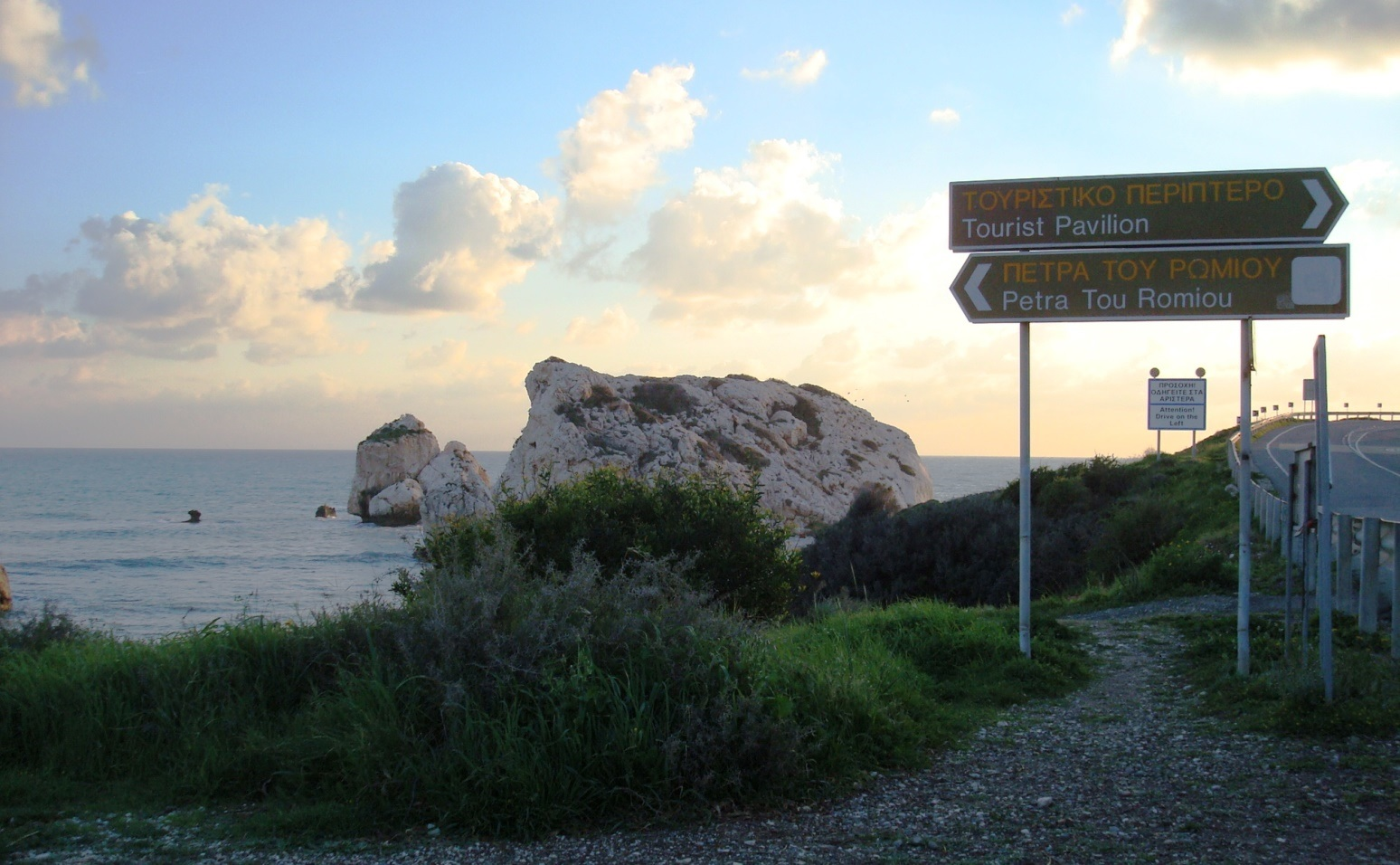
Hinweisschild an der B6 auf Petra Tou Romiou (im Hintergrund der Felsen der Aphrodite)

Die B6 beginnt im Stadtgebiet von Limassol und verläuft von hier an nach Westen direkt an der Grenze zum britischen Militärgebiet Akrotiri. Kurz vor der Ausgrabungsstätte Kourion tritt die Straße in das Militärgebiet ein. Danach durchquert sie den Verwaltungssitz der beiden britischen Militärbasen auf Zypern (Episkopi Cantonment) und den Ort Paramali, bevor sie bei Avdimou wieder auf zyprisches Gebiet trifft. Nach dem Ort Pissouri trifft die B6 auf die Südküste der Insel, wo sie direkt an Petra tou Romiou, einem auffälligen Felsen am Strand und dem Ort, an dem die griechische Göttin Aphrodite nach der griechischen Mythologie erstmals an Land gegangen sein soll, vorbeiläuft. Deshalb ist dieser Abschnitt der Straße besonders bei Touristen beliebt.
Die Straße folgt daraufhin weiter dem Küstenverlauf und der A6, vorbei an dem Ort Kouklia und dem Flughafen Paphos und durch die Orte Timi, Achelia, Koloni und Geroskipou. Danach erreicht sie das Stadtgebiet von Paphos und endet in der Altstadt von Paphos an der B20 und der B7.